# کاسوکه اینوس
کاسوکه اینوس (ژاپنی: 猪瀬 康介؛ زادهٔ ۲۵ دسامبر ۲۰۰۰) یک بازیکن فوتبال اهل ژاپن است.
از باشگاه‌هایی که در آن بازی کرده‌است می‌توان به باشگاه فوتبال ریوکیو اشاره کرد.